# Línea defensiva costera del mar Negro

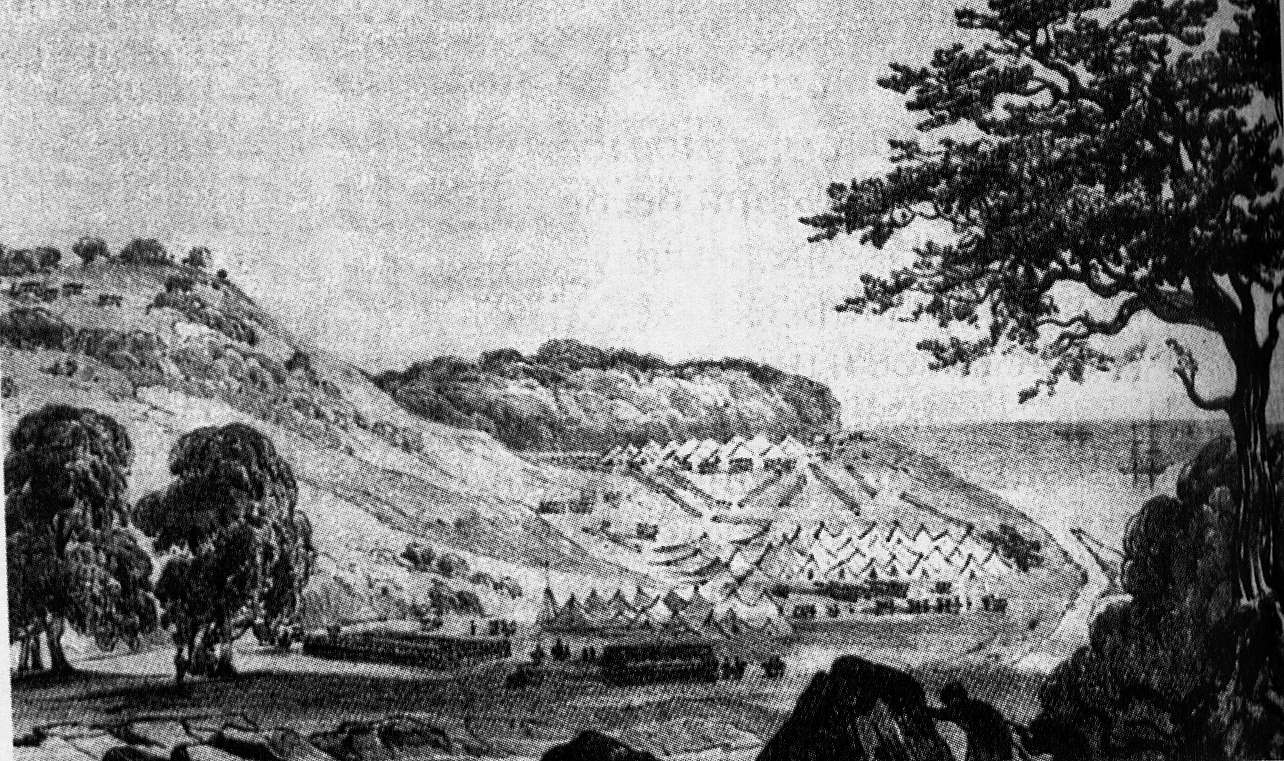
Campamento ruso en la desembocadura del río Sochi.

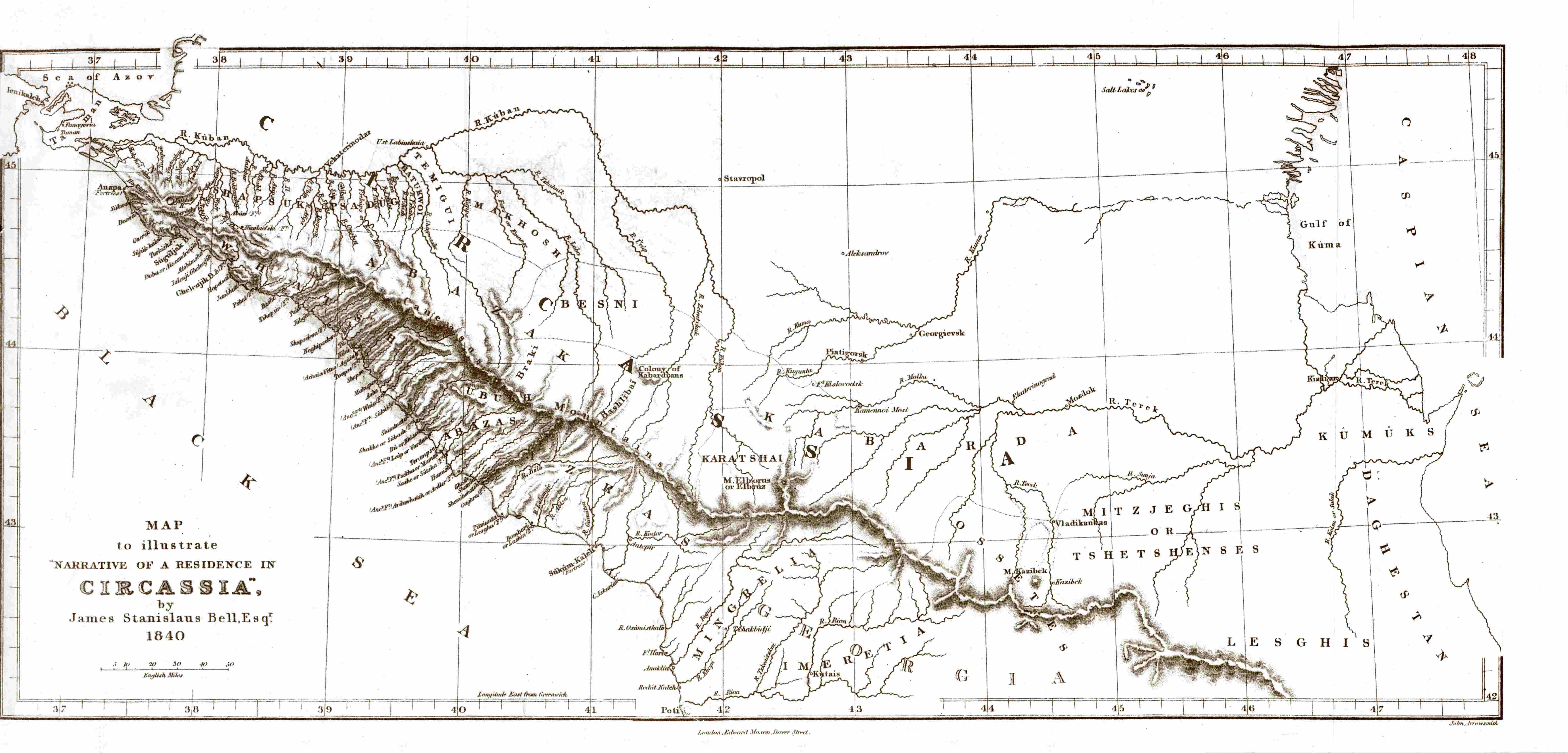
Mapa de Circasia de 1840.

La línea defensiva costera del mar Negro o Línea costera Chernomórskaya (del ruso: Черноморская береговая линия) fue una línea de fuertes y reductos construidos por el Imperio ruso en la orilla oriental del mar Negro, entre Anapa y la frontera con el Imperio otomano, durante la guerra ruso-circasiana.
La línea fue construida en la década de 1830 con la intención de cortar los ataques y el abastecimiento por parte de potencias extranjeras (Francia, Reino Unido de Gran Bretaña e Irlanda y el Imperio otomano) a los circasianos y posibilitar el traslado de víveres a las tropas rusas para acelerar el sometimiento de los circasianos del imanato del Cáucaso. Fue desmantelada en 1854 durante la guerra de Crimea.
La construcción de esta línea dio origen a las mayores ciudades de esta parte de la costa del mar Negro, como Novorosíisk, Gelendzhik, Sochi, Ádler, Pitsunda o Gagra.